# Artavasdes I d'Armènia
Artavasdes I d'Armènia era un fill del rei Artàxias I d'Armènia, i de la reina Satenik.
Després de la mort del seu pare el 159 aC, va ascendir al tron d'Armènia, territori que va governar entre els anys 159 aC i 149 aC. La cronologia dels reis d'Armènia no acaba de ser acceptada, ja que apareix un Artavasdes que era rei fins vers el 95 aC i atès que Artàxies va morir vell, és poc probable que el seu fill gran li sobrevisques 65 anys. Hi ha diverses teories: una d'aquestes proposa que a la mort d'Artàxies va pujar al tron el seu fill Tigranes I i Artavasdes era fill d'aquest. La segona és que Artavasdes va governar més anys, del 159 al 123, i després el va succeir el seu germà Tigranes (que seria un germà petit). Tradicionalment al Artavasdes que regnava fins al 95 aC se l'assenyalava com Artavasdes II, però aquest problema es va resoldre quan es va determinar que Arsames, que fou sàtrapa rei de vers el 243 al 220 aC, tenia com a segon nom el d'Artavasdes (I).115 aC
Durant el seu regnat (159 a 149 o 123 aC), Artavasdes hauria rebutjat diversos intents de l'Imperi Part d'envair Armènia, però finalment fou derrotat per Mitrídates II, que va annexionar els territoris que integraven Armènia oriental i va prendre al seu fill, Tigranes (Moisès de Khorèn parla de Tigranes II, però probablement seria Tigranes I, que seria més aviat el seu germà) com a ostatge. A la seva mort el va ser succeït en el tron d'Armènia aquest Tigranes I, suposat fill petit d'Artàxies.
Segons l'historiador Cyril Toumanoff, Artavasdes va ser el rei que, d'acord amb els annals medievals georgians, va intervenir a Ibèria a petició d'un noble local, i va instal·lar al seu fill, Àrsaces, en el tron de la regió. D'aquesta manera Artavasdes va poder ser el responsable de la institució de la Dinastia Artáxida d'Ibèria.